# Klehkoot Indian Reserve 2
Klehkoot Indian Reserve 2 är ett reservat i Kanada.   Det ligger i provinsen British Columbia, i den sydvästra delen av landet, 3 700 km väster om huvudstaden Ottawa.
I omgivningarna runt Klehkoot Indian Reserve 2 växer i huvudsak blandskog. Runt Klehkoot Indian Reserve 2 är det mycket glesbefolkat, med 3 invånare per kvadratkilometer.